# Sesioctonus brasiliensis
Sesioctonus brasiliensis är en stekelart som beskrevs av Briceno 2003. Sesioctonus brasiliensis ingår i släktet Sesioctonus och familjen bracksteklar. Inga underarter finns listade i Catalogue of Life.